# Jakub Wożuczyński
Jakub Wożuczyński herbu Godziemba – wojski bełski w latach 1588–1604, stolnik bełski w latach 1574–1588.
Poseł na sejm 1585 roku, sejm koronacyjny 1587/1588 roku, sejm pacyfikacyjny 1589 roku z województwa bełskiego.
W 1587 roku podpisał reces, sankcjonujący wybór Zygmunta III Wazy. W 1589 roku był sygnatariuszem ratyfikacji traktatu bytomsko-będzińskiego na sejmie pacyfikacyjnym.